# Retepora cellulosa
Retepora cellulosa is een mosdiertjessoort uit de familie Phidoloporidae. De wetenschappelijke naam is gepubliceerd in 1758 door Linnaeus in de tiende editie van Systema naturae.